# 蹄跡
蹄跡（ていせき）とは馬術の用語のひとつで、馬場上に定められた馬の進路、経路のこと。
言葉としては「馬が歩いたあとに蹄（ひづめ）によってその跡が溝のようにできたところ」といった意味に由来している。
馬場により円形の場合や長方形の場合があるが、おおむね馬場の外周に沿う形で定められている。
おもに馬場馬術においては、この蹄跡に正確に沿って運動することが求められ、それが騎手の制御の技術によって大きく左右されるところでもある。
ブリティッシュ馬術においてこの蹄跡をまる二つ分の幅を持った運動のことを二蹄跡運動といい、肩内・腰内・横歩などが挙げられる。